# كورتيس وايت
كورتيس وايت (بالإنجليزية: Curtis White)‏ هو كاتب مقالات أمريكي، ولد في 24 يناير 1951.